# Avijit Roy
Avijit Roy (অভিজিৎ রায় in bengalese; 12 settembre 1972 – Dacca, 26 febbraio 2015) è stato uno scrittore e attivista bangladese naturalizzato statunitense.

## Biografia
Avijit Roy nacque probabilmente nel 1972 in Bangladesh. Suo padre, Ajoy Roy, era professore di fisica all'Università di Dacca. Avijit si laureò in ingegneria meccanica presso la Bangladesh University of Engineering and Technology (BUET) e conseguì il dottorato in ingegneria meccanica presso la National University of Singapore (NUS).
Avijit Roy si è successivamente spostato negli Stati Uniti con sua moglie Rafida Ahmed Banya, dove ha svolto la professione di ingegnere.
Critico dell'islamismo radicale e difensore della laicità, fondò e animò il Sito web Mukto-Mona (Libera mente), attraverso il quale intellettuali e attivisti originari del Sud-est asiatico hanno promosso la libertà di espressione e posizioni atee e razionaliste. Nel 2011 scrisse con Raihan Abir il saggio Obisshasher Dorshon (Philosophy of Disbelief).
Al crescere delle tensioni religiose in Bangladesh, diversi blogger ricevettero minacce per le loro posizioni ritenute blasfeme. Tra questi Asif Mohiuddin, aggredito nel 2013, e Ahmed Rajib Haider, assassinato nello stesso anno. Anche Avijit Roy era stato minacciato nel 2014, tanto che nel marzo dello stesso anno, il sito bengalese di vendita commercio on-line Rokomari.com aveva cessato la vendita dei suoi libri.
Arrivato a Dacca per una fiera libraria nella quale sarebbero stati presentati i suoi saggi Biswaser Virus (Il virus della fede) e Sunyo theke Mahabiswa (Dal vuoto al grande mondo), Avijit Roy è stato aggredito la sera del 26 febbraio 2015, mentre rincasava con la moglie, nei pressi dell'Università. Ferito gravemente alla testa, è stato trasportato in ospedale dove è deceduto. Anche sua moglie Rafida Ahmed Banya è stata ferita nell'aggressione, durante la quale le è stato strappato un dito.
L'omicidio sarebbe stato rivendicato la sera stessa via Twitter dal gruppo Ansar Bangla Seven.